# Banca Fuji
La Banca Fuji (株式会社富士銀行?, Kabushiki-gaisha Fuji Ginkō) è stata una delle maggiori banche giapponesi.

## Storia

### Banca Yasuda
La Banca Fuji trae origine dallo zaibatsu Yasuda. Zenjirō Yasuda, un immigrato da Toyama, nel 1864 aprì una bottega di cereali e legumi nel quartiere edochiota di Nihonbashi, detta Yasuda-ya ("Casa di Yasuda").
Dopo la Restaurazione Meiji del 1869, la società sottoscrisse titoli dello stato giapponese, che all'epoca non godeva di molto credito, emessi per finanziare opere pubbliche come la costruzione di ferrovie e porti. L'impresa fu costituita in società per azioni nel 1880 con un capitale di dieci milioni di yen, e prese il nome di "Banca Yasuda".
Durante l'era Taishō, il mondo finanziario giapponese attraversò una crisi dovuta alla prima guerra mondiale e al grande terremoto del Kantō del 1923. Nell'immediato dopo-terremoto, la Yasuda assorbì dieci piccole banche regionali che erano a corto di mezzi finanziari. Queste fusioni resero la Banca Yasuda la più grande banca giapponese per capitale (150 milioni di yen), depositi (542 milioni di yen), prestiti (521 milioni di yen), filiali (211) e dipendenti (3.700).

### Banca Fuji
Dopo la seconda Guerra mondiale lo zaibatsu Yasuda fu smembrato dal Comandante supremo delle forze alleate. Nel 1948 la Banca Yasuda cambiò nome in Banca Fuji', in omaggio al Fuji. La Banca Fuji, insieme ad altre imprese del vecchio zaibatsu Yasuda, organizzò il keiretsu Fuyo, uno dei più grandi del Giappone.
Durante la ricostruzione del dopoguerra la Banca Fuji espanse la sua attività nei consorzi di banche  nella finanza d'impresa, nel collocamento del debito pubblico, nei mutui ipotecari e nei servizi ai piccoli risparmiatori. Nel 1952 fu aperto l'ufficio di Londra e nel 1956 quello di New York. Il numero di sedi estere salì fino a contare 14 filiali e 23 uffici di rappresentanza.
La fusione nel 1971 fra la Banca Dai-ichi e la Banca Kangyo "detronizzò" la Fuji dalla sua posizione di prima banca giapponese. Negli anni ottanta anche la Banca Sumitomo divenne una concorrente agguerrita della Fuji: le due banche, in concorrenza fra loro, concessero prestiti alle stesse imprese clienti, in misura eccessiva e che perciò si trasformarono in crediti irrecuperabili.
Nel 1990 venne fondata la Fuji Capital Markets Corp. con sede a New York, che divenne una delle maggiori società specializzate nel mercato degli swaps. Nel 1992 aprì un ufficio anche a Londra e nel 1992 a Hong Kong. In seguito allo scoppio della bolla speculativa giapponese dei primi anni Novanta, la Fuji, come altre banche giapponesi, sopportò perdite dovute a crediti inesigibili e a procedure interne inefficienti. La Fuji cercò di diversificare le attività in patria, fondando la Fuji Securities e la Fuji Trust & Banking Co. nel 1994, ma nessuna delle due produsse dei profitti significativi.
Nel 1997 la Yamaichi, la società del gruppo Fuji che si occupava di intermediazione finanziaria, annunciò che avrebbe chiesto il fallimento. La incapacità della Fuji di sostenere la Yamaichi portò ad un rapido crollo nel valore di listino delle azioni Fuji alla Borsa di Tokyo. Conseguentemente, negli anni successivi la Fuji dovette licenziare migliaia di dipendenti e ricorrere a un prestito di mille miliardi di yen di fondi pubblici.  Intanto, nel 1999, la Yasuda Trust & Banking, la società fiduciaria del gruppo, aveva anch'essa grosse difficoltà economiche e chiese un finanziamento alla capogruppo. La Fuji era ancora in difficoltà e non si poteva permettere di aiutare la Yasuda.

### Banca Mizuho

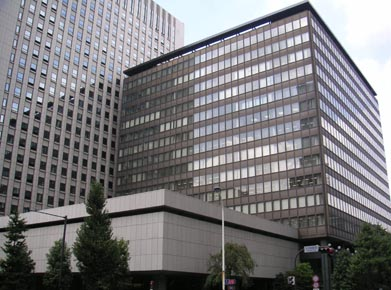
Sede di Tokyo, ora sede del Mizuho Financial Group

La situazione fu risolta dagli accordi di fusione fra la Banca Fuji, la Banca Dai-ichi Kangwa e la Industrial Bank of Japan: nel 2000 le azioni delle tre banche furono acquistate dalla nuova holding, la Mizuho Holdings. Le tre banche continuarono ad operare separatamente fino alla fusione finale nel 2002.
In questo periodo ebbero luogo gli attentati dell'11 settembre 2001 al World Trade Center di New York. Gli uffici della filiale newyorchese della Banca Fuji occupavano i piani dal 79° al 82° della Torre Sud. 
Dopo che fu colpita la Torre Nord, i dirigenti si affrettarono a far evacuare i dipendenti. Entro quindici minuti 120 impiegati erano stati evacuati. 
Tuttavia, gli uffici si trovavano proprio nell'area di impatto del volo United Airlines 175 sulla Torre Sud. 
Ventitré dipendenti della Banca Fuji morirono nell'attacco, mentre Stanley Praimnath fu una delle quattordici persone al di sopra della zona d'impatto che sopravvissero.